# Perlová
Perlová ulice (hovorově Perlovka) na Starém Městě v Praze je spojnicí mezi Uhelným trhem a Jungmannovým náměstím. V minulosti byla známá jako místo prostituce.

## Historie a názvy
Původní středověký název lokality ulice byl "Na písku" a později "U fortny k Panně Marii Sněžné" nebo jen "U fortny", protože tam byla v městských hradbách branka vedoucí ke Kostelu Panny Marie Sněžné. Název "Perlová" je poprvé zmíněn v roce 1769 a pravděpodobně je odvozen od jména majitele domu  číslo 10, který v roce 1649 získal šlechtický titul a ke svému jménu přidal "z Perlštejna".

## Budovy, firmy a instituce

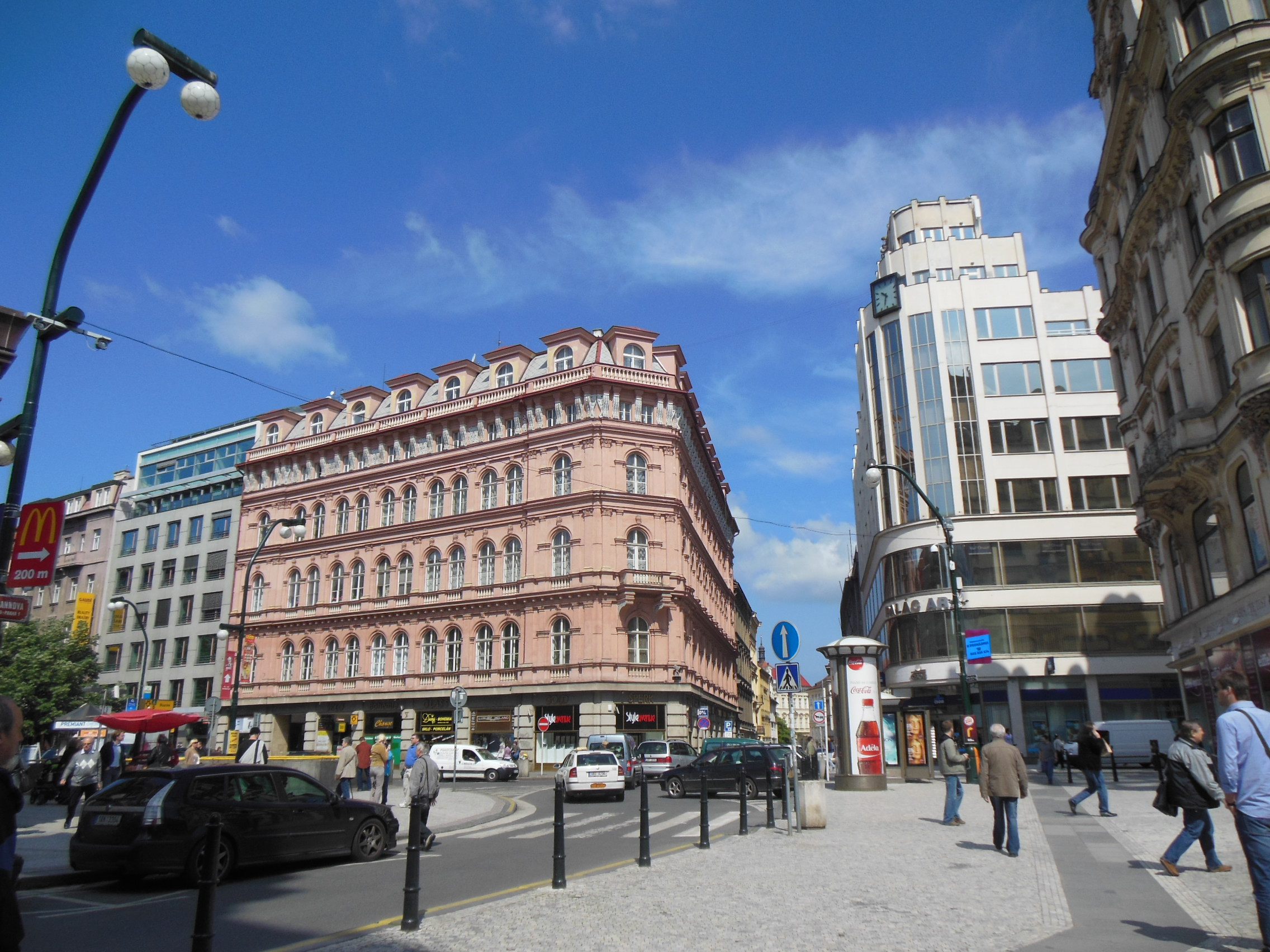
Pohled do Perlové ulice z Jungmannova náměstí: vpravo palác Ara, vlevo Perlová 10, palác postavený V. I. Ullmannem, bydliště profesora Vladimíra Vondráčka

- Nárožní dům čp. 412/I, Perlová 1/ Rytířská 2 – funkcionalistický obchodní a nájemní dům navrhl arch. Karel Kotas (1938), přízemí sloužilo od 60. do konce 80. let 20. stol. proslulé cukrárně, kterou vystřídal noční klub; v současnosti adaptován pro čtyřhvězdičkový hotel Perla[3]
- Dům U Cibulků čp. 413/I, Perlová 2/ Uhelný trh 8; v jádře gotická stavba, v baroku před r. 1665 ji stavitel Martino Lurago zvýšil o patro a dostavěl, ve výklenku je reliéf madony z roku 1727
- Dům U zlaté palmy čp.367/I, Perlová 4 – raně barokní dům na gotických základech; do r. 1719 patřil rodině malířů Kuklíků
- Dům čp. 1020/I, Perlová 8, v přízemí Cukrárna Astra[4]; stavba z let 1865–66, arch. František Havel
- Nárožní dům čp. 365/I Národní 43/Perlová 10, dvoutraktová novorenesanční stavba , arch. Ignác Ullmann, úprava František Havel 1865-1866; první sídlo Hypoteční banky Království českého; 1927-1930 rozsáhlé úpravy podle plánů Václava Nekvasila, po roce 1989 rekonstruována unikátní funkcionalistická Zrcadlová pasáž arch. Pavla Janáka z roku 1928 
  - Thajská restaurace NEB.O - Perlová 10[5]
  - tradiční prodejna skla a porcelánu
- Dům V kisně čp. 370/I, Perlová 3; funkcionalistický objekt s využitím starších základů, stavitel František Havlena (1931); na fasádě 2. patra starší domovní znamení (zasklená skříňka=kisna) a 2 sochy atlantů; v přízemí knihkupectví Kosmas
- Nárožní Palác ARA čp.371/I, dříve "Obchodní dům Perla" - Perlová 5 /Ulice 28. října 1 [6]